# Bandera de Tocantins
La bandera del estado de Tocantins  fue adoptada el 17 de noviembre de 1989 por la Ley Estatal nº 94/89 de Tocantins.

## Simbolismo
En la bandera la franja azul representa los ríos y la amarilla, las riquezas del estado. El sol, sobre la banda blanca, significa que ha nacido para todos los ciudadanos tocantinenses.

## Descripción
La bandera fue creada por la ley estatal n.º 94, del 17 de noviembre de 1989, y el texto modificado por Ley n.º 159/1990. Así es su composición actual:⁣
*Rectángulo con las proporciones de 20 módulos de longitud por 14 módulos de anchura. Los vértices superior izquierdo e inferior derecho son triángulos rectángulos, con catetos de 13 por 9 módulos, en azul (azur) y amarillo (oro), respectivamente. La barra resultante de la división, en blanco, está cargada con un sol estilizado de amarillo (oro), con 8 puntas mayores y 16 puntas menores, con 4 y 2,3 módulos de radio, respectivamente.